# Байдаковский сельсовет
Байдаковский сельсовет (баш. Байҙак ауыл советы) — упразднённое в 2008 году сельское поселение в составе Альшеевского района. Объединен с сельским поселением Нигматуллинский сельсовет. Административный центр — село Байдаковка.
Почтовый индекс — 452117. Код ОКАТО — 80202810000.

## Состав
В 2008 году в состав сельсовета входили: Байдаковка, Нефорощанка, Беляковка. В 1991 году посёлок Красноклиновского отделения Раевского совхоза был исключён из состава Байдаковского сельсовета и передан в образованный Зеленоклиновский сельсовет (Указ Президиума ВС Башкирской ССР от 18.09.91 N 6-2/313 «Об образовании Зеленоклиновского сельсовета в Альшеевском районе»).

## История
Согласно Закону Республики Башкортостан «О границах, статусе и административных центрах муниципальных образований в Республике Башкортостан» от 16 декабря 2004 года имел статус сельского поселения.
Закон Республики Башкортостан от 19.11.2008 N 49-з «Об изменениях в административно-территориальном устройстве Республики Башкортостан в связи с объединением отдельных сельсоветов и передачей населённых пунктов», ст.1 гласил:
 "Внести следующие изменения в административно-территориальное устройство Республики Башкортостан:
 2) по Альшеевскому району:

"Внести следующие изменения в административно-территориальное устройство Республики Башкортостан:
 а) объединить Байдаковский и Нигматуллинский сельсоветы с сохранением наименования «Нигматуллинский» с административным центром в селе Нигматуллино.
Включить сёла Байдаковка, Нефорощанка, деревню Беляковка Байдаковского сельсовета в состав Нигматуллинского сельсовета.

Утвердить границы Нигматуллинского сельсовета согласно представленной схематической карте.

Исключить из учётных данных Байдаковский сельсовет;

## Географическое положение
Байдаковский сельсовет на 2008 год граничил с муниципальными образованиями: Кызыльский сельсовет, Зеленоклиновский сельсовет, Абдрашитовский сельсовет, Нигматуллинский сельсовет. Одна узловая точка 107, обозначала место пересечения границ муниципального образования Аургазинского района и Стерлитамакского района, по границе Аургазинского района.